# کلستریل کلرید
کلستریل کلرید (به انگلیسی: Cholesteryl chloride) با فرمول شیمیایی C۲۷H۴۵Cl یک ترکیب شیمیایی با شناسه پاب‌کم ۹۲۸۵۰ است. که جرم مولی آن ۴۰۵٫۱ g/mol می‌باشد. 